# 古川 (大阪市西区)
古川（ふるかわ）は、かつて大阪府大阪市西区を流れていた水路。または、同水路左岸にあった町名。
現在の西区川口2丁目の大阪税関富島出張所跡付近で安治川から南へ分岐して西流し、川口4丁目の国津橋交差点付近で再び安治川に合流していた。

## 歴史
川口から先の淀川は南北に大きく曲がりくねっていたが、1684年（貞享元年）に河村瑞賢によってまっすぐな安治川が開削され、それまでの淀川本流は安治川の分流となった。古川という名称は、淀川の旧河道となったことに由来する。
1698年（元禄11年）に同じく瑞賢によって行われた堀江新地の開発の際に、古川沿いも同時に新地開発されて右岸に富島（とみじま）1～2丁目、左岸に古川1～2丁目が誕生した。富島は大阪開港の地として知られる。隣接する西成郡九条村の北東部には大坂船手の番所・船蔵・屋敷が置かれていたが、1864年（元治元年）に廃止され、1868年（明治元年）に川口外国人居留地となった。
富島1～2丁目・古川1～2丁目は1869年（明治2年）に大阪北大組へ組み込まれ、1872年（明治5年）に富島町・古川町に改称。区も当初は北区に所属していたが、1925年（大正14年）に新設された港区に転属となり、1943年（昭和18年）の区境変更に伴って西区に転属となった。
古川は1952年（昭和27年）に埋め立てられたが、富島町・古川町の町名は1977年（昭和52年）まで残っていた。両町は現在の川口2～4丁目の各一部に含まれている。

## 古川に架かっていた橋
上流から
- 親和橋
- 古川橋
- 阿部橋
- 中津橋
- 国津橋